# Юліан Шернер
Юліан Шернер (нім. Julian Scherner; 23 вересня 1895, Багамойо, Німецька Східна Африка — 28 квітня 1945, Неполомиці, Польща) — оберфюрер СС, один з організаторів нацистського терору на території Польщі.

## Біографія
Учасник Першої світової війни. Член НСДАП (квиток № 865 027) і СС (квиток № 39 492) з 1932 року. З 1 січня 1934 по 9 січня 1935 року виконував обов'язки керівника 1-го штандарта СС в Мюнхені. З 1 січня по 1 жовтня 1937 року виконував обов'язки командира 14-го абшніта СС (зі штаб-квартирою в Бремені). 1 жовтня 1937 року призначений керівником школи з підготовки керівних кадрів СС в Дахау (займав цей пост до березня 1940 року). Одночасно в серпні-листопаді 1939 року командував 6-м полком СС «Мертва голова», брав участь в проведенні каральних акцій на території Польщі. З 13 квітня по 7 липня 1940 року — начальник юнкерської школи СС в Бад-Тельц. В січні-серпні 1941 року — комендант гарнізону СС в Празі. 4 серпня 1941 року направлений в столицю генерал-губернаторства Краків, де зайняв пост керівника СС і поліції Краківського району. Керував проведенням каральних акцій, масовими арештами і депортацією євреїв до таборів смерті. 1 березня 1944 відкликаний з Польщі та переведений в розпорядження Головного кадрового управління СС. В 1944 році розпочалось слідство у справі Шернера, в ході якого було доведено його причетність до розкрадань в трудовому таборі Плашув. В середині жовтня 1944 року Шернера перевели в званні гауптштурмфюрера резерву у «штрафну» бригаду СС під командуванням Оскара Дірлевангера. Загинув у бою.

## Звання
- Унтерштурмфюрер СС (31 липня 1933)
- Оберштурмфюрер СС (24 грудня 1933)
- Гауптштурмфюрер СС (1 березня 1934)
- Штурмбаннфюрер СС (12 серпня 1934)
- Оберштурмбаннфюрер СС (1 січня 1935)
- Штандартенфюрер СС (30 січня 1936)
- Оберфюрер СС (12 вересня 1937)

## Нагороди
- Залізний хрест 2-го класу
- Нагрудний знак «За поранення» в чорному
- Почесний хрест ветерана війни з мечами
- Орден крові
- Кільце «Мертва голова»
- Почесна шпага рейхсфюрера СС
- Хрест Воєнних заслуг 2-го класу з мечами

## В кінематографі
- У фільмі «Список Шиндлера» роль Шернера виконав польський актор Анджей Северин.